# 聚酯樹脂
聚酯樹脂，通稱保利膠或保麗膠，是由二元有机酸和多元醇反應所形成的不饱和合成树脂。常用原料為具有二酸官能度的馬來酸酐。聚酯樹脂常用於製作片狀膜塑料、塊狀膜塑料或激光打印机的墨粉。由玻璃纤维增強的聚酯樹脂（即玻璃钢）所製成的牆面常被使用於餐厅、厨房、洗手间和其他需要清洗的低度维护墙的區域。
聚酯树脂也广泛應用于強化現有的管道。美國运输部也將其指定为复盖在道路和桥梁的表面。在這個应用中，它们被称为聚酯混凝土（PCO）。通常基于间苯二甲酸，並以高含量的苯乙烯（通常高於 50%）來做切割。聚酯也可用於當作錨定螺栓的粘合剂，虽然也可以使用以环氧树脂为基础的材料。由于气味的问题，许多公司都開始執行無-苯乙烯政策。大多數聚酯樹脂是粘稠的淺色液體，由聚酯和通常為苯乙烯的單體中形成的溶液組成。.

### 不饱和聚酯
不饱和聚酯是由多元醇（也稱為糖醇），具有多個醇或羥基官能團的有机化合物與飽和或不飽和二元酸反應形成的缩合聚合物。常使用的多元醇是二元醇，如乙二醇；使用的酸是邻苯二甲酸、间苯二甲酸和马来酸。不斷除去酯化反应的副產物、水，從而驱动反应完成。使用不饱和聚酯和苯乙烯等添加剂降低树脂粘度。最初的液体树脂通过交叉鏈接链转换为固体。这是通过在不飽和鍵上產生自由基來完成的。該自由基在链反应中傳播到相邻的分子中的其他不飽和鍵，並在此過程中將分子們連接起來。通過添加容易分解為自由基的化合物來誘導產生初始自由基。 这种化合物通常被错误地称为催化剂。更正确的术语應該叫起始劑。钴盐通常用作真正的催化剂。所使用的物质一般是有机过氧化物（如过氧化苯甲酰或过氧化丁酮）。
聚酯树脂是热固性的，与其他树脂一樣、會放热固化。因此，如果在固化過程中使用過多的起始劑，尤其是存在催化劑的情況下，可能導致炭化甚至起火。過量的催化劑也可能導致產品破裂或形成橡膠狀材料。

## 生物降解
在西班牙巴埃洛克劳狄亚的羅馬古城考古遺址中發現，證明地衣會使聚酯樹脂變質。

## 优点
聚酯树脂有以下优点：
1. 能適當的防水和抗各种化学物質。
2. 能適當的抵抗风化和抗老化。
3. 低成本。
4. 聚酯可承受高达 80 °C 的温度。
5. 聚酯對玻璃纤维有良好的湿润性。
6. 固化過程中的收缩率相对較低，約在 4% 到 8% 之間。
7. 线性热膨胀范围為 100–200 x 10−6 K−1。

## 缺点
聚酯树脂有以下缺点：
1. 强烈的苯乙烯气味。
2. 相對於其他树脂更难以混合，例如 AB 两劑的环氧树脂。
3. 如果沒有适当的防护措施，其烟霧 (特别是其催化剂 MEKP) 有毒，會帶來安全隱患。
4. 不適合粘合多種基材。
5. 完成固化後強度很可能比等量的環氧樹脂弱。